# Dừa dứa
Dừa dứa (hay dừa xiêm thơm Thái Lan) là loại dừa giống nhỏ, nhiều trái. Da quả màu xanh giống dừa xiêm nhưng khác là nước và cơm dừa có mùi thơm của dứa, mùa nắng thơm hơn, nước cũng ngọt hơn. Nước dừa ngọt và mát. Tại Việt Nam, dừa được trồng ở một số vùng đồng bằng sông Cửu Long, đặc biệt là ở Bến Tre.